# 萌芭
萌芭（もえは、1992年8月18日 - ）は、日本の元AV女優。マインズ所属。

## 略歴・人物
2014年6月にAVデビュー。
AV女優・松本まりなの愛娘で、業界初の二世女優とされている（これは事務所の戦略であり、松本がのちに実の親子ではないと明かしている）。
2014年7月、セガのゲーム「龍が如く」のキャラクター出演をかけたセクシー女優人気投票にエントリー。同年8月24日、結果発表。「龍が如く0 誓いの場所」への出演権を逃した。順位・得票数未発表。

## 出演作品

### アダルトDVD
2014年
- 絶対的エロ遺伝子を継承 やっぱり私もAV女優になりました。よろしくお願いします。（6月15日、ピーターズ）※デビュー作
- 淫語女子アナ 5 街角淫語突撃レポート（7月10日、ROCKET）※「萌芭まり」名義　他出演:通野未帆、川菜美鈴、高槻ルナ[要出典]
- 街ですれ違うキレイな女のエロい部分を見たいから「催眠術」と「媚薬」で操って中出しセックスまでした映像がみたい!（7月10日、Mr.michiru）他出演:松岡セイラ、美山ゆず ほか[要出典]
- 語りながら指だけでグチョグチョするドスケベ20代12人の自画撮り本気（マジ）オナニー 5（8月15日、プリモ）他出演:乙葉ななせ[要出典]
- お姉様クロニクル 11（8月22日、ONE DA FULL）
- 山手沿線駅前中出し人妻ナンパ 東京・有楽町で見つけたワケあり美麗人妻を口説きおとす！(8月25日、ビックモーカル)[要出典]
- JKしょんべんブチまけダンス 2（9月5日、OFFICE K'S）他出演:生駒はるな、蓮美、原千草、桜井舞、星まりあ
- JKお漏らしお掃除クンニ（9月5日、OFFICE K'S）他出演:原千草、生駒はるな、相沢恋、長瀬涼子
- JKおまんこずぼずぼ指オナニー 3（9月5日、OFFICE K'S）他出演:小鳥遊はる、若菜みなみ、桜井舞、蓮美、生駒はるな
- じっくり接写 勃起乳首アクメ（9月5日、OFFICE K'S）他出演:長瀬涼子、小鳥遊はる、桜井舞、相沢恋、一來あやか
- 月刊 パンティストッキングマニア Vol.29 レースクイーン、キャンギャル×美脚オナニー（9月5日、OFFICE K'S）他出演:原千草、小鳥遊はる、相沢恋、長瀬涼子
- 竿・金玉・アナルの究極3点同時責め! 下半身3点責め Vol.2（9月5日、OFFICE K'S）他出演:小鳥遊はる、生駒はるな、若菜みなみ、長瀬涼子、桜井舞、相沢恋、蓮美
- 温泉で親友の彼女の浴衣からノーブラ乳首がチラリと見え隠れする光景に僕の理性は崩壊!我慢できずに彼氏に隠れて寝取ったら、あまりの気持ちよさにヨガリまくり!真横に彼氏がいるにもかかわらず、声を押し殺して体を求めた!（9月12日、V&Rプロデュース）他出演:武藤つぐみ、川菜ひかる
- 女子校生強制中出し 2（9月12日、TMA）他出演:彩城ゆりな、楓ゆうか
- 汗ばむ体…滲む愛液… 昇りつめる兄妹中出しセックス（9月18日、いもうとChannel）
- 職場に内緒でAV出演 2（9月25日、豊彦企画）※「堀内みづき」名義[要出典]
- 全国縦断「Maji」100%ナンパ 素人奥さんご馳走様でした。牛に引かれて善光寺で出会った奥さんが性交時に大絶叫! 信州そばをすするがごとくフェラをする長野の美人若妻編（9月25日、ビッグモーカル）※「萌葉」名義[要出典]
- 偏差値30の修学旅行 ハメをはずしたちょっとおバカな女子校生とエッチな思い出作り（10月9日、SWITCH）共演:川菜ひかる、吉川いと、水城亜優 ほか[要出典]
- お姉ちゃんのリアル性教育（10月16日、GLORY QUEST）
- 紗倉まな 4人のレズ巨匠が撮る！本気レズ4本番（11月20日、監督:森川圭･二村ヒトシ･井坂朋泰･真咲南朋、SODクリエイト）共演:紗倉まな、阿部乃みく、春原未来、神波多一花、川菜ひかる、乙葉ななせ、桐原あずさ
- 拘束戦隊 スパイダーエンジェル 狙った獲物は絶対逃がさない！（11月25日、kawaii*）共演:武藤つぐみ、吉川いと
- 「よかったら誰か私を泊めてください。」困ってる少女を泊めてあげたら、当たり前のように生中出しセックスできた しかも危険日のオ○ンコに…。（12月6日、Mr.michiru）[要出典]
- ヒロインピンチ スーパーレディー（12月12日、GIGA）
- おはズボッ！ちょっと早すぎ、急すぎ、いきなりすぎる！（12月26日、アテナ映像）

2015年
- MOODYZファン感謝祭 バコバコ中出しキャンプ2015 超ハイテンション種付け子作り大乱交SP（1月1日、MOODYZ）※Blu-ray版同時発売
- 2120年型 お掃除ロボット アンドロイド・メイド（1月5日、フリーダム）
- 夫の隣で夜這いされ声を押し殺しながらも感じてしまう5人の人妻たち（1月15日、グローリークエスト）

## テレビ番組
- Sweet Angel #40（2014年9月5日、MONDO TV）